# Саяка жовто-синя
Сая́ка жовто-синя (Rauenia bonariensis) — вид горобцеподібних птахів родини саякових (Thraupidae). Мешкає в Південній Америці. Раніше цей вид відносили до роду Саяка (Thraupis), однак за результатами низки молекулярно-філогенетичних досліджень він спочатку був переведений до роду Pipraeidea, а у 2020 році — до монотипового роду Rauenia.

## Опис

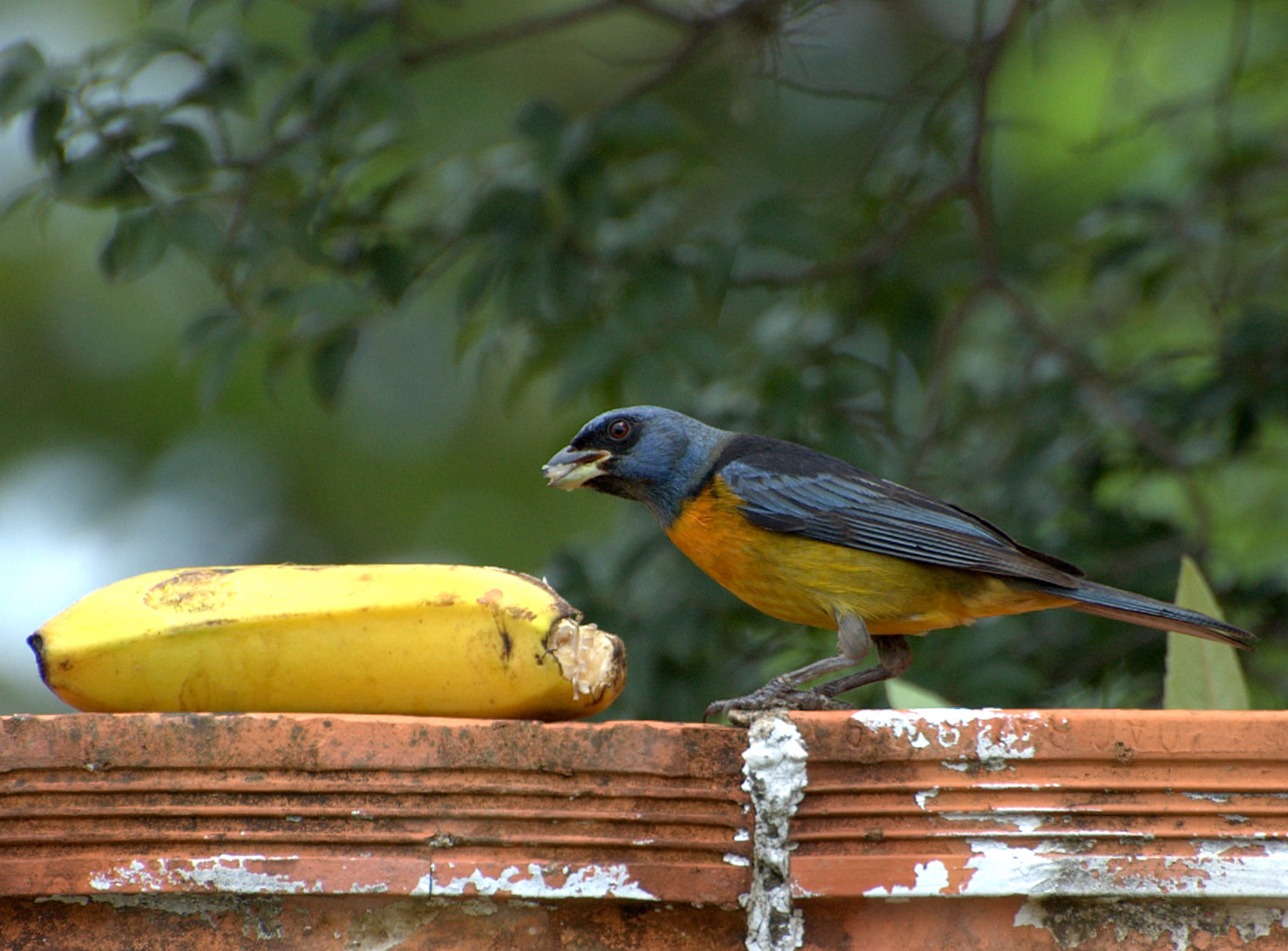
Самець підвиду R. b. bonariensis

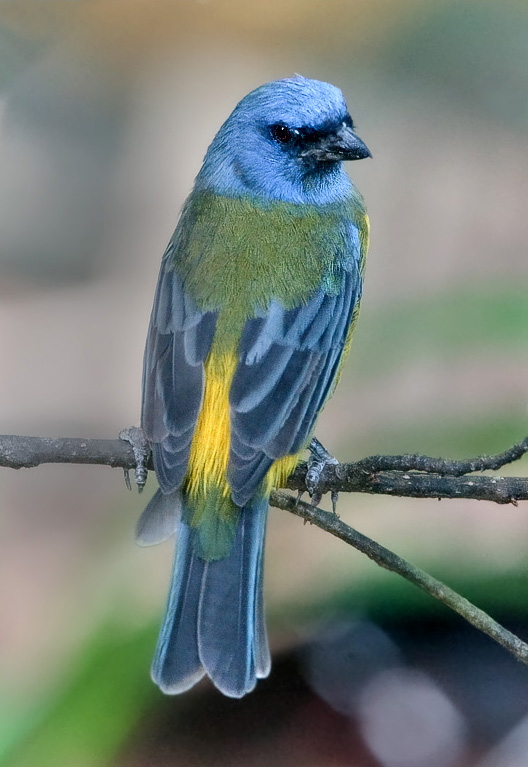
Самець підвиду R. b. darwinii

Довжина птаха становить 16,5-18 см, вага 30-34 г. Виду притаманний статевий диморфізм. У самців голова і шия яскраво-сині, на обличчі чорна "маска".Спина контрастно чорна, надхвістя жовтувато-оранжеве. Крила і хвіст чорнуваті, зовнішні опахала пер на них мають сині краї. Нижня частина тіла жовтувато-оранжеве. Самиці мають більш тьмяне забарвлення, верхня частина тіла у них оливково-копричнева, нижня частина тіла охриста, голова і плечі мають легкий синюватий відтінок. Дзьоб зверху чорнуватий, знизу блідо-сірий, райдужки червонуваті, лапи сірувато-коричневі. Представники підвиду R. b. darwinii є меншими за розмірами, ніж представники номінативного підвиду, спина у них оливкова, а не чорна.

## Підвиди
Виділяють чотири підвиди:
- R. b. darwinii (Bonaparte, 1838) — Анди в Еквадорі, Перу і північному Чилі;
- R. b. composita (Zimmer, JT, 1944) — східні схили Болівійських Анд;
- R. b. schulzei (Brodkorb, 1938) — південно-східна Болівія, Парагвай і північно-західна Аргентина;
- R. b. bonariensis (Gmelin, JF, 1789) — південно-східна Бразилія, Уругвай і східна Аргентина.

Деякі дослідники виділяють підвид R. b. darwinii у окремий вид Rauenia darwinii.

## Поширення і екологія
Жовто-сині саяки мешкають в Еквадорі, Перу, Чилі, Болівії, Бразилії, Аргентині, Парагваї і Уругваї. Деякі південні популяції взимку мігрують на північ, до північної Аргентини, Парагваю і заходу центральної Бразилії. Жовто-сині саяки живуть в рідколіссях, чагарникових заростях, сухих і вологих тропічних лісах та в садах, в Андах у більш сухих ландшафтах. Зустрічаються поодинці, парами або невеликими зграйками, на висоті до 2550 м над рівнем моря. 
Жовто-сині саяки живляться ягодами і плодами, зокрема Celtis tala, Ligustrum, Solanum argentinum і Morus, яких шукають в заростях, на висоті від 3 до 9 м над землею. Деякі плоди птахи ковтають цілком, а деякі розчавлюють, іноді викидаючи з них насіння. Також птахи іноді доповнюють свій раціон комахами. 
Сезон розмноження у жовто-синіх саяк триває з жовтня по лютий. Гніздо відкрите, чашоподібне, робиться з переплетених рослинних волокон, розміщується між гілками, на висоті 2-3 м над землею. Його побудова триває 12-13 днів. В кладці 3 зеленуватих яйця, поцяткованих темно-коричневими і сірими плямами, розміром 24×18 мм. Інкубаційний період триває 14 днів, пташенята покидають гніздо через 14 днів після вилуплення.